# Apiolas
Apiolas  fue una antigua ciudad del Lacio que lideró a las ciudades latinas contra Roma en tiempos de Tarquinio Prisco.

## Historia
Apiolas encabezó a las ciudades latinas en la guerra contra Roma que libraron en tiempos del rey Tarquinio el Mayor, por lo que este la asedió y expugnó. La ciudad fue arrasada y sus habitantes vendidos como esclavos; de hecho, Apiolas no vuelve a ser mencionada en las fuentes clásicas que han llegado a nuestros días. Sin embargo, parece que fue un lugar de cierta importancia, ya que los despojos derivados de su saqueo permitieron a Tarquinio celebrar por primera vez los Juegos Romanos e invertir en la construcción del templo de Júpiter Capitolino.

## Ubicación
Dado que fue destruida en época tan temprana y que ningún geógrafo posterior la menciona, su ubicación apenas se puede determinar con certeza. Quizá estuvo a unos trece kilómetros de Roma y al sur de la vía Apia, donde yacen los restos de una ciudad antigua sobre una colina aislada. De esos datos se desprende que se encontraría entre Bovilas al este y Politorium y Telenas al oeste. Sin embargo, no es más que una conjetura.